# Walikota Surabaya Cup 2012
Der Walikota Surabaya Cup 2012 im Badminton fand vom 30. April bis zum 5. Mai 2012 in Surabaya, Indonesien, statt.

## Sieger und Platzierte
| Disziplin    | Gold                                           | Silber                                                | Bronze                                   |
| ------------ | ---------------------------------------------- | ----------------------------------------------------- | ---------------------------------------- |
| Herreneinzel | Adnan Fauzi                                    | Ridho Akbar                                           | Tan Tony                                 |
| Herreneinzel | Adnan Fauzi                                    | Ridho Akbar                                           | Jeffer Rosobin                           |
| Dameneinzel  | Ganis Nur Rahmadani                            | Renna Suwarno                                         | Aya Ohori                                |
| Dameneinzel  | Ganis Nur Rahmadani                            | Renna Suwarno                                         | Yukina Oku                               |
| Herrendoppel | Rendra Wijaya Rian Sukmawan                    | Ade Yusuf Wahyu Nayaka                                | Ronald Selvanus Geh                      |
| Herrendoppel | Rendra Wijaya Rian Sukmawan                    | Ade Yusuf Wahyu Nayaka                                | Rangga Yove Rianto Seiko Wahyu Kusdianto |
| Damendoppel  | Melati Daeva Oktavianti Rosyita Eka Putri Sari | Keshya Nurvita Hanadia Natalia Poluakan               | Ayumi Tasaki Serina Matsui               |
| Damendoppel  | Melati Daeva Oktavianti Rosyita Eka Putri Sari | Keshya Nurvita Hanadia Natalia Poluakan               | Andreani Ratnasari Maya Rosita           |
| Mixed        | Andhika Anhar Keshya Nurvita Hanadia           | Tri Kusuma Wardana Variella Aprilsasi Putri Lejarsari | Fernando Kurniawan Mona Santoso          |
| Mixed        | Andhika Anhar Keshya Nurvita Hanadia           | Tri Kusuma Wardana Variella Aprilsasi Putri Lejarsari | Rendra Wijaya Maria Elfira Christina     |